# Geschwaderkennung

Balkenkreuz

Die Geschwaderkennung war eine spezifische Kennung fast aller Geschwader der Luftwaffe während des Zweiten Weltkrieges. Eine Ausnahme bildeten die mit einmotorigen Flugzeugen ausgerüsteten Jagdgeschwader und einige Schulungsverbände. Die hier beschriebene Kennzeichnungssystematik wurde bei den Luftwaffenverbänden Ende 1938 eingeführt.

## Kennzeichnungssystematik
Die Kennung eines Geschwaders setzte sich aus einer Zahl und einem Buchstaben zusammen und war vor dem Balkenkreuz am Rumpf und zusammen mit den Buchstaben für das Maschinenkennzeichen unter den Tragflächen des Flugzeugs angebracht. Die zwei Buchstaben nach dem Balkenkreuz bezeichneten die weitere Stellung des Flugzeugs innerhalb des Geschwaders. Die Staffel wurde durch den vierten Buchstaben angegeben. Der dritte Buchstabe stand für das individuelle Maschinenkennzeichen innerhalb einer Staffel. Aufgrund dessen ergab sich eine vierstellige Zahlen-/Buchstabenkombination, die innerhalb der Luftwaffe, zu einem bestimmten Zeitpunkt, nur einmal vergeben war.
Beispiele hierfür sind:
- L1  AA = Lehrgeschwader 1 / Geschwaderstab, Flugzeug A (Geschwaderkommodore)
- A1  BT = Kampfgeschwader 53 / 9. Staffel, Flugzeug B

## Geschwaderkennungen
Eine vollständige Liste sämtlicher verwendeter Kennungen findet sich hier.
| Geschwader         | Kennung |
| ------------------ | ------- |
| Lehrgeschwader 1   | L1      |
| Lehrgeschwader 2   | L2      |
| Kampfgeschwader 1  | V4      |
| Kampfgeschwader 2  | U5      |
| Kampfgeschwader 3  | 5K      |
| Kampfgeschwader 4  | 5J      |
| Kampfgeschwader 6  | K6      |
| Kampfgeschwader 25 | E6      |
| Kampfgeschwader 26 | 1H      |
| Kampfgeschwader 27 | 1G      |
| Kampfgeschwader 28 | 2F      |
| Kampfgeschwader 30 | 4D      |
| Kampfgeschwader 40 | F8      |
| Kampfgeschwader 50 | E8      |
| Kampfgeschwader 51 | 9K      |

| Geschwader           | Kennung |
| -------------------- | ------- |
| Kampfgeschwader 53   | A1      |
| Kampfgeschwader 54   | B3      |
| Kampfgeschwader 55   | G1      |
| Kampfgeschwader 60   | P1      |
| Kampfgeschwader 66   | Z6      |
| Kampfgeschwader 76   | F1      |
| Kampfgeschwader 77   | 3Z      |
| Kampfgeschwader 100  | 6N      |
| Kampfgeschwader 101  | 5T      |
| Kampfgeschwader 102  | A8      |
| Kampfgeschwader 200  | A3      |
| Schlachtgeschwader 1 | A5      |
| Schlachtgeschwader 2 | T6      |
| Schlachtgeschwader 3 | S7      |
| Schlachtgeschwader 5 | J9      |

| Geschwader                 | Kennung |
| -------------------------- | ------- |
| Schlachtgeschwader 77      | S2      |
| Sturzkampfgeschwader 1     | A5      |
| Sturzkampfgeschwader 2     | T6      |
| Sturzkampfgeschwader 3     | H7, S7  |
| Sturzkampfgeschwader 5     | J9      |
| Sturzkampfgeschwader 51    | 6G      |
| Sturzkampfgeschwader 76    | S1      |
| Sturzkampfgeschwader 77    | S2      |
| Schnellkampfgeschwader 210 | S9      |
| Transportgeschwader 1      | 1Z      |
| Transportgeschwader 2      | G6      |
| Transportgeschwader 3      | 9P      |
| Transportgeschwader 4      | G6      |
| Transportgeschwader 5      | C8      |

| Geschwader              | Kennung    |
| ----------------------- | ---------- |
| Luftlandegeschwader 1   | H4         |
| Luftlandegeschwader 2   | F7         |
| Nachtjagdgeschwader 1   | G9         |
| Nachtjagdgeschwader 2   | R4, 4R     |
| Nachtjagdgeschwader 3   | D5         |
| Nachtjagdgeschwader 4   | 3C         |
| Nachtjagdgeschwader 5   | C9         |
| Nachtjagdgeschwader 6   | 2Z         |
| Nachtjagdgeschwader 100 | W7         |
| Zerstörergeschwader 1   | 2N, S9     |
| Zerstörergeschwader 2   | A2, 3M, 2S |
| Zerstörergeschwader 26  | U8, 3U     |
| Zerstörergeschwader 52  | A2         |
| Zerstörergeschwader 76  | M8, 2N     |

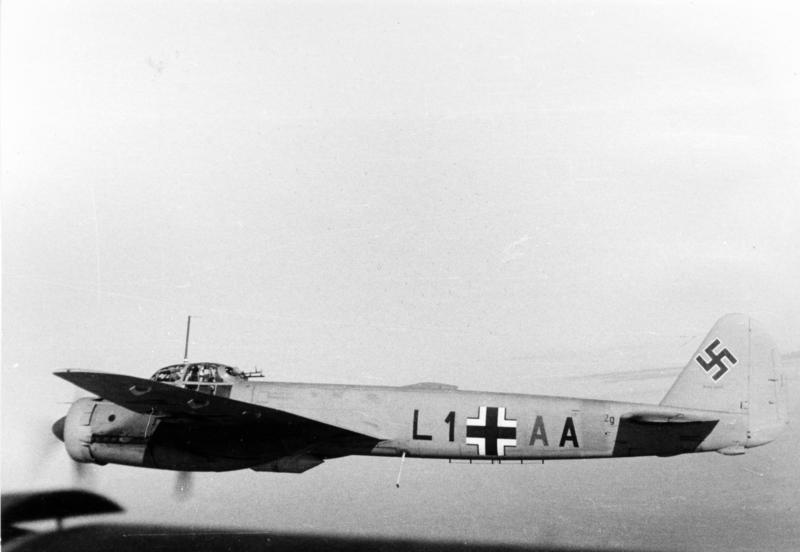
L1  AA einer Junkers Ju 88 des Geschwaderkommodore des Lehrgeschwaders 1
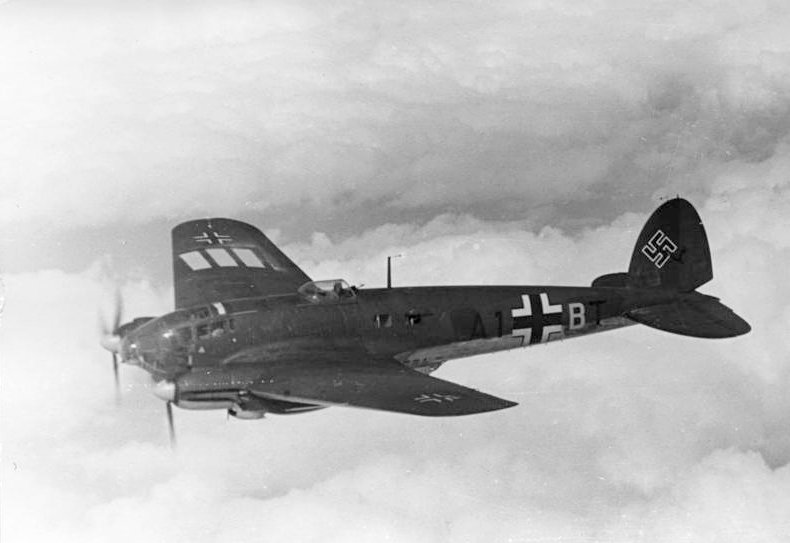
A1  BT einer Heinkel He 111 des Kampfgeschwaders 53
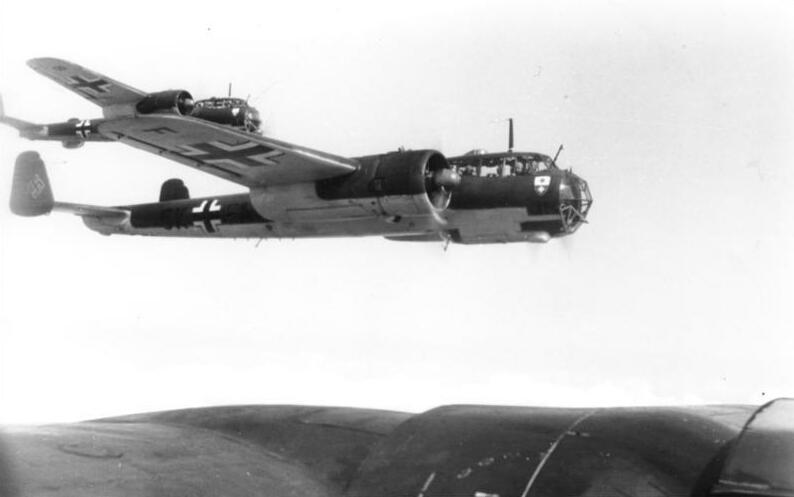
5K  FA einer Dornier Do 17 des Kampfgeschwaders 3
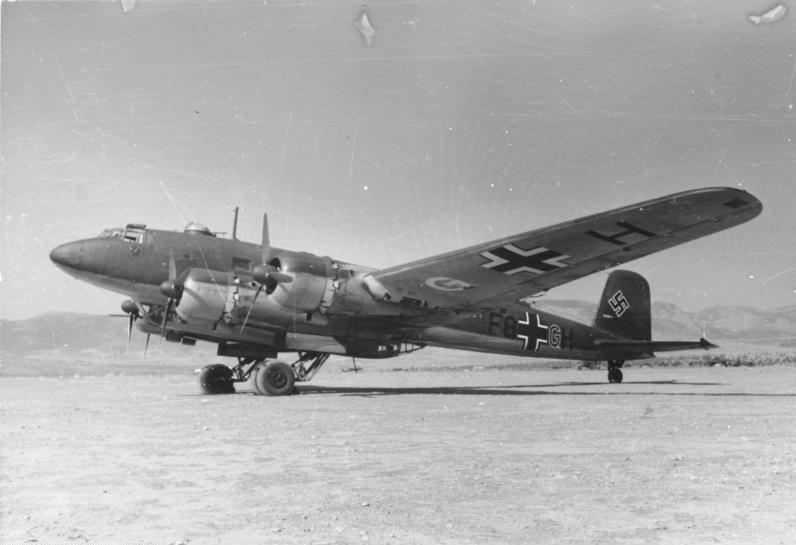
F8  GH einer Focke-Wulf Fw 200 des Kampfgeschwaders 40
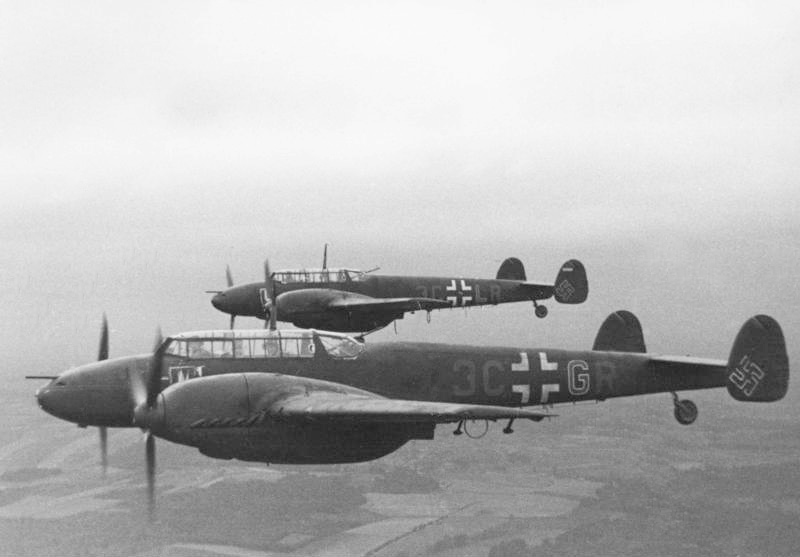
3C  GR einer Messerschmitt Bf 110 des Nachtjagdgeschwaders 4
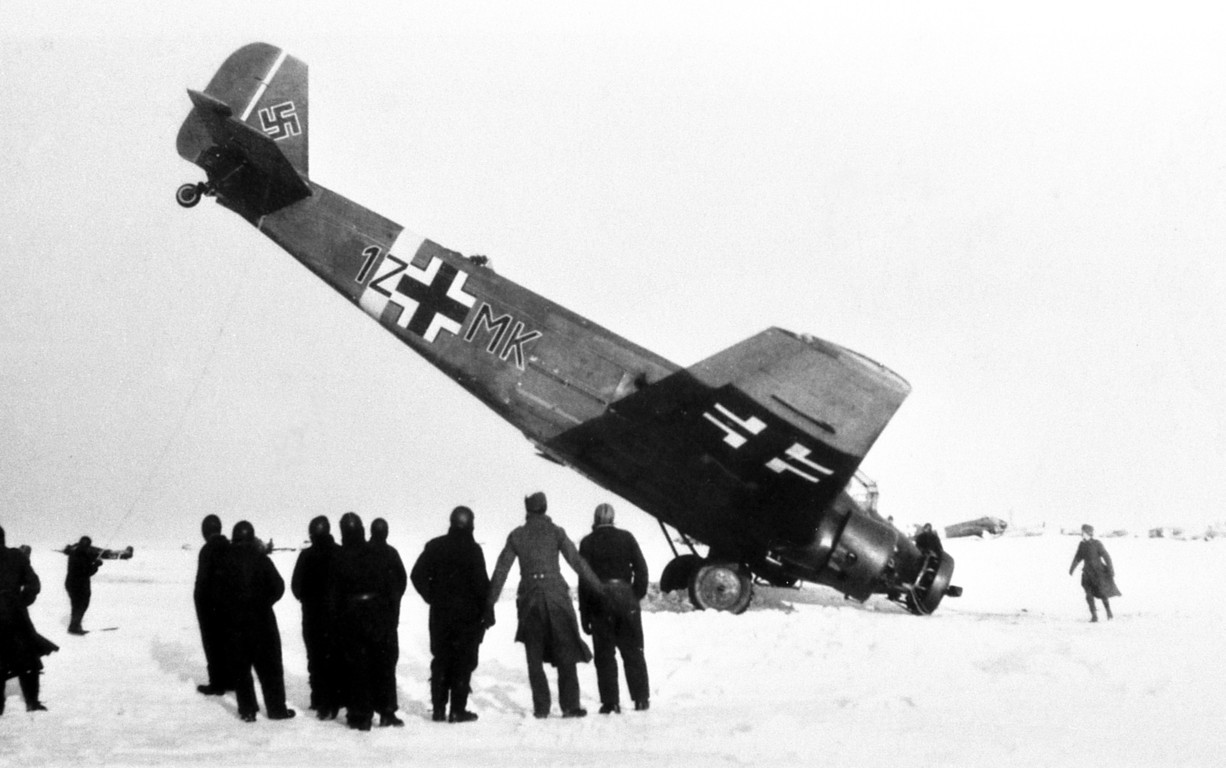
1Z  MK einer Junkers Ju 52 des Kampfgeschwaders z.b.V. 1
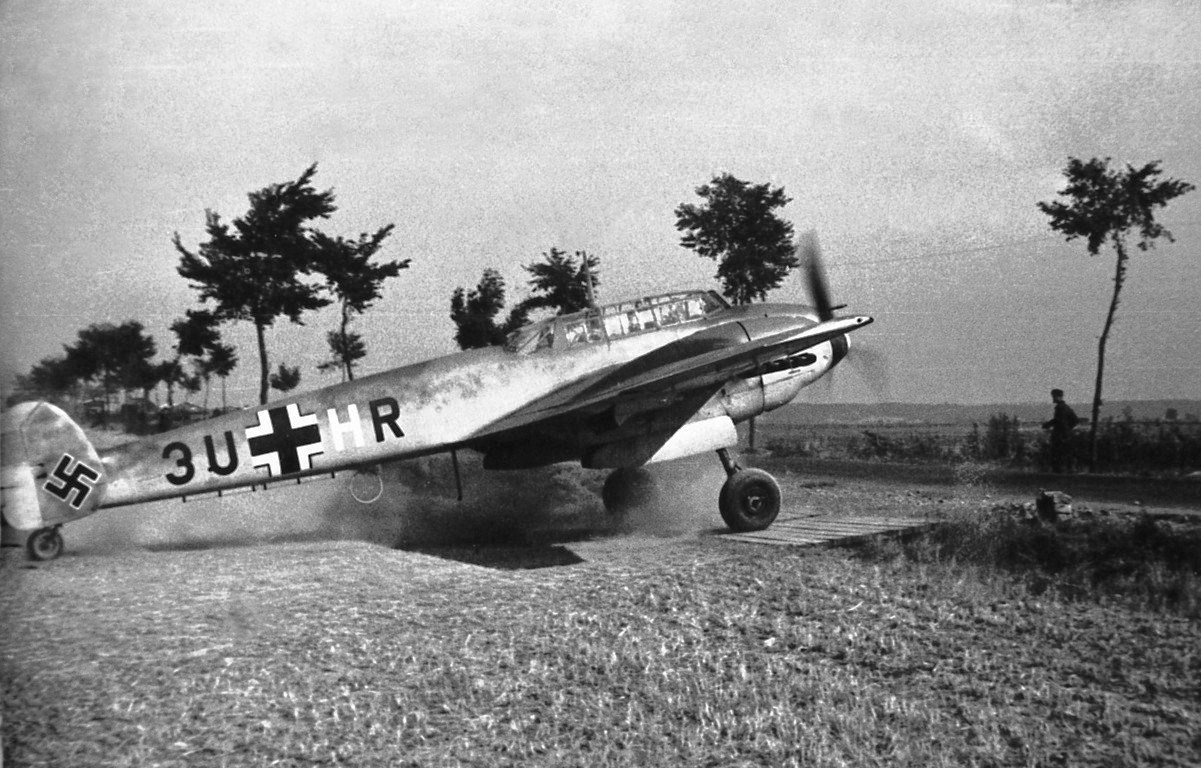
3U  HR einer Messerschmitt Bf 110 des Zerstörergeschwaders 26
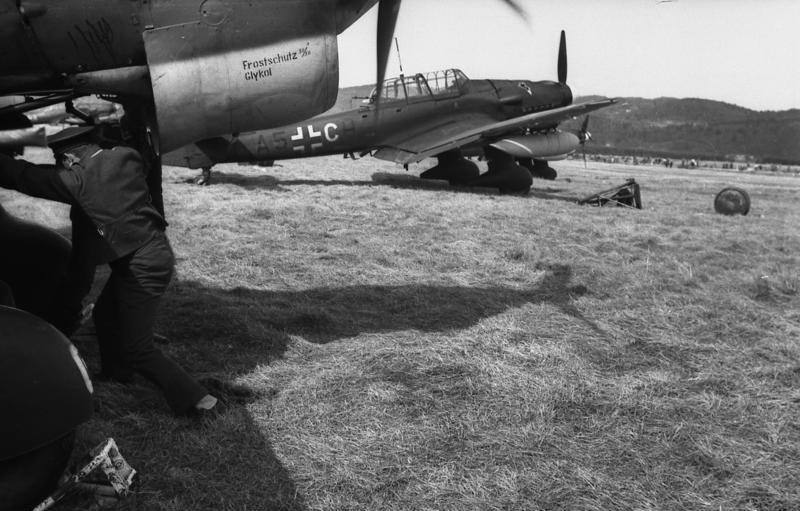
A5  CH einer Junkers Ju 87 R-2 des Sturzkampfgeschwaders 1
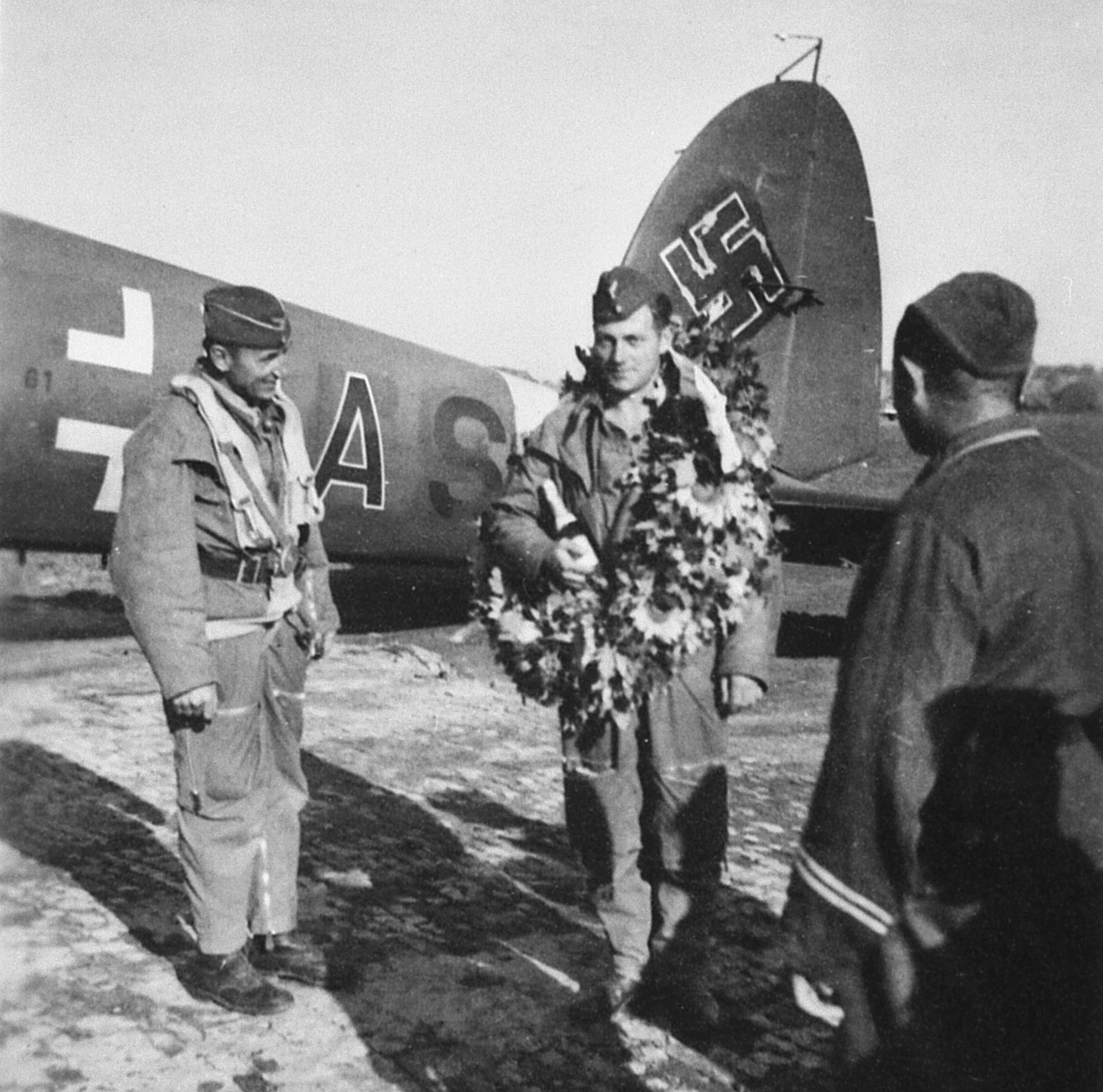
G1  AS einer Heinkel He 111 des Kampfgeschwaders 55
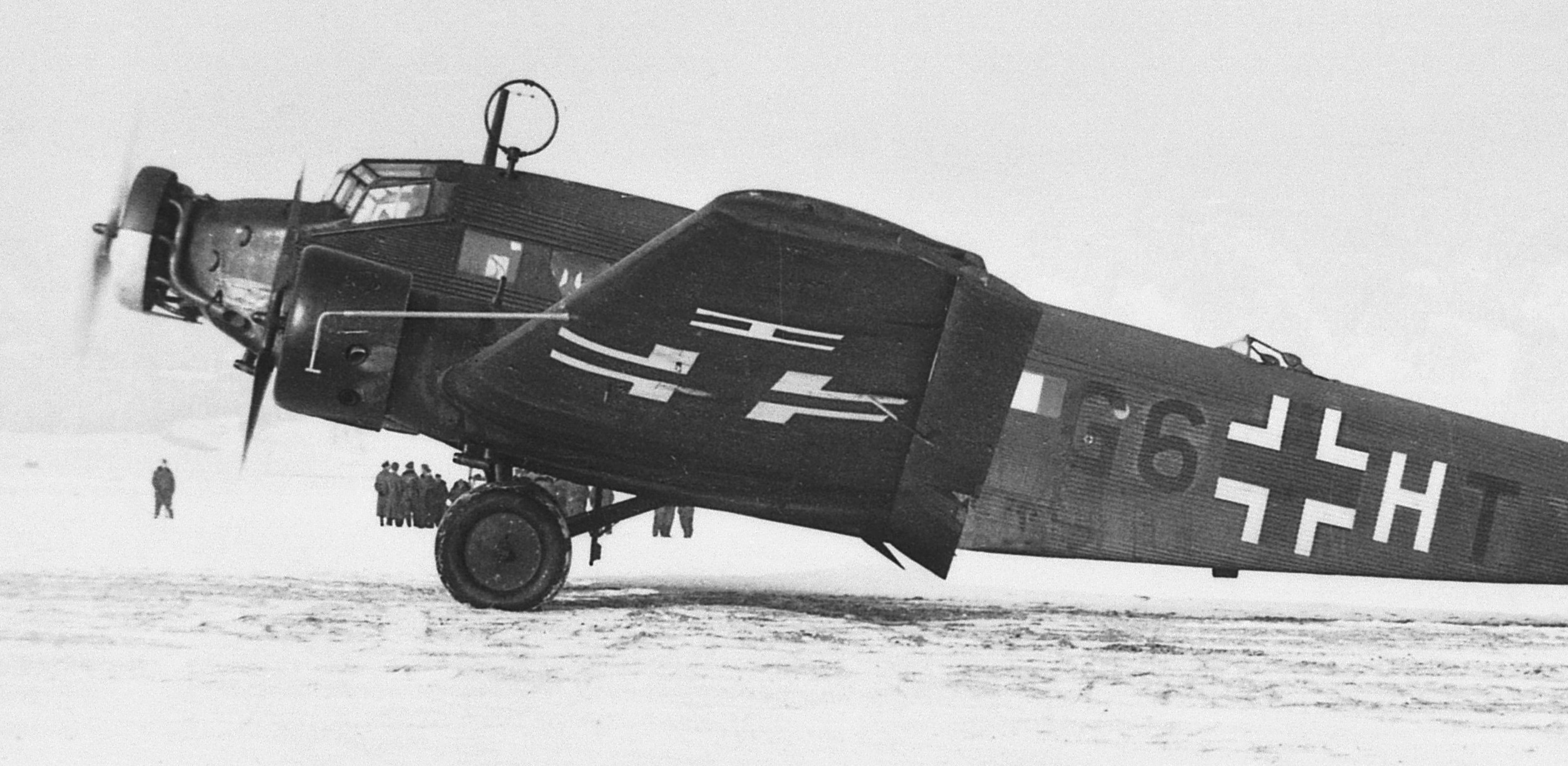
G6  HT einer Junkers Ju 52 des Kampfgeschwaders zur besond. Verwendung 2 (Aug.–Okt. 1939)

## Staffelkennungen
| Geschwadereinheit | Kennung                    |
| ----------------- | -------------------------- |
| Geschwaderstab    | A (davor blauer Buchstabe) |
| I. Gruppe/Stab    | B (davor grüner Buchstabe) |
| II. Gruppe/Stab   | C (Grün)                   |
| III. Gruppe/Stab  | D (Grün)                   |
| IV. Gruppe/Stab   | E (Grün)                   |
| V. Gruppe/Stab    | F (Grün)                   |
| 1. Staffel        | H (Weiß)                   |

| Geschwadereinheit | Kennung  |
| ----------------- | -------- |
| 2. Staffel        | K (Rot)  |
| 3. Staffel        | L (Gelb) |
| 4. Staffel        | M (Weiß) |
| 5. Staffel        | N (Rot)  |
| 6. Staffel        | P (Gelb) |
| 7. Staffel        | R (Weiß) |
| 8. Staffel        | S (Rot)  |

| Geschwadereinheit | Kennung  |
| ----------------- | -------- |
| 9. Staffel        | T (Gelb) |
| 10. Staffel       | U (Weiß) |
| 11. Staffel       | V (Rot)  |
| 12. Staffel       | W (Gelb) |
| 13. Staffel       | X (Weiß) |
| 14. Staffel       | Y (Rot)  |
| 15. Staffel       | Z (Gelb) |